# (36192) 1999 TC89
1999 TC89 (asteroide 36192) é um asteroide da cintura principal. Possui uma excentricidade de 0.21356650 e uma inclinação de 9.05605º.
Este asteroide foi descoberto no dia 2 de outubro de 1999 por LINEAR em Socorro.